# Nefertiti Corona
La Nefertiti Corona è una struttura geologica della superficie di Venere.